# 黒いチューリップ (1964年の映画)
『黒いチューリップ』（くろいチューリップ、フランス語原題：La Tulipe Noire）は1964年のフランス、イタリア、スペインのアクション映画。70ミリフィルム（スーパーパノラマ70）として撮影されている。イーストマンカラー。
アレクサンドル・デュマ・ペールによる1850年の同名小説を原作としているが、監督のクリスチャン＝ジャックやポール・アンドレオータ、アンリ・ジャンソンによって大幅に脚色されている。出演はアラン・ドロンなど。フランスでは公開されると、300万人以上の観客を動員した。
アラン・ドロンの一人二役だが、同一画面に兄弟が登場する場面では、単に左右に映るだけでなく、椅子に座った片方の後ろをもう片方が横切るなど、ＣＧの無い時代としては高度な合成が行われており、70ミリの高画質ともども、技術面でも話題になった。
2015年にはアラン・ドロン生誕80年とドロンの吹き替えで有名な声優の野沢那智の没後5年を記念し、4Kにデジタル修復された。

## ストーリー
フランス革命勃発前。剣の達人であるギヨームは、近隣の国へ亡命を企る多くの貴族から金品を奪う義賊「黒いチューリップ」として裏で活躍していた。
ある日、ギヨームは宿敵である憲兵隊長ラ・ムーシュと一騎打ちの末、左頬に傷を負ってしまう。そこで外観が瓜二つな弟ジュリアンに自分の身代わりを頼む。

## キャスト
| 役名                 | 俳優                     | 日本語吹替                         | 日本語吹替                     | 日本語吹替                                                   |
| 役名                 | 俳優                     | TBS版                              | NET版                          | 東京12ch版                                                   |
| -------------------- | ------------------------ | ---------------------------------- | ------------------------------ | ------------------------------------------------------------ |
| ジュリアン／ギヨーム | アラン・ドロン           | 野沢那智                           | 野沢那智                       | 野沢那智                                                     |
| カロリーヌ           | ヴィルナ・リージ         | 池田昌子                           | 武藤礼子                       | 武藤礼子                                                     |
| ラ・ムーシュ         | アドルフォ・マルシラック |                                    |                                | 田中信夫                                                     |
| コルデーヌ           | ドーン・アダムズ         |                                    | 富田恵子                       | 長島亮子                                                     |
| 侯爵                 | エイキム・タミロフ       | 永井一郎                           | 滝口順平                       | 大平透                                                       |
| リゼット             | ラウラ・ヴァレンズエラ   |                                    |                                | 芝夏美                                                       |
| ブリニョール         | ホセ・ハスペ             |                                    |                                | 西村知道                                                     |
| プランタン           | フランシス・ブランシュ   | 辻村真人                           |                                | 大木民夫                                                     |
| グラジヤック         | ロベール・マニュエル     | 神山卓三                           | 大平透                         | 島宇志夫                                                     |
| 不明 その他          | N/A                      |                                    |                                | 長堀芳夫 屋良有作 小幡研二 広瀬正志 山岡葉子 小関一 沢木郁也 |
| 日本語スタッフ       |                          |                                    |                                |                                                              |
| 演出                 | 演出                     |                                    |                                | 福永莞爾                                                     |
| 翻訳                 | 翻訳                     |                                    |                                | 古田由起子                                                   |
| 効果                 | 効果                     |                                    |                                | PAG                                                          |
| 調整                 | 調整                     |                                    |                                | 中村修                                                       |
| 制作                 | 制作                     |                                    |                                | ザック・プロモーション                                       |
| 解説                 | 解説                     | 荻昌弘                             | 淀川長治                       |                                                              |
| 初回放送             | 初回放送                 | 1970年4月13日 『月曜ロードショー』 | 1976年1月18日 『日曜洋画劇場』 | 1980年6月24日 『火曜特別ロードショー』                       |

- 東京12ch版はBD収録[4]